# Cour constitutionnelle (Tunisie)
La Cour constitutionnelle de Tunisie est la cour constitutionnelle dont la création est prévue par la Constitution de 2014 puis celle de 2022. 
En 2024, elle n'a toujours pas été constituée. Son siège devrait se situer au Bardo, près de Tunis.

## Histoire
À la suite du coup d'État du 7 novembre 1987, la Tunisie se dote d'un Conseil constitutionnel, créé par décret présidentiel du nouveau chef d'État, Zine el-Abidine Ben Ali, et constitutionnalisé en 1995. Ce Conseil constitutionnel est dissous par le décret-loi du 23 mars 2011 portant organisation provisoire des pouvoirs publics à la suite de la révolution de 2011.
La nouvelle Constitution de 2014 prévoit alors la création d'une Cour constitutionnelle et définit sa composition et ses prérogatives dans les articles 118 à 124. Toutefois, après l'entrée en vigueur de cette Constitution et l'adoption de la loi organique no 2015-50 relative à sa mise en place, la Cour constitutionnelle ne voit pas immédiatement le jour à cause de divergences entre les partis politiques malgré le délai d'un an imposé par l'alinéa 5 de l'article 148 de la Constitution. 
Dans ses dispositions transitoires, la Constitution prévoit néanmoins à l'alinéa 7 de l'article 148 la création d'une Instance provisoire chargée du contrôle de la constitutionnalité des projets de loi qui est effectivement créé en avril 2014 et qui exerce de facto une partie des prérogatives dévolues à la Cour constitutionnelle. Ainsi, c'est cette instance provisoire qui constate la vacance de la présidence de la République avec le décès de Béji Caïd Essebsi le 25 juillet 2019, vu l'absence de la Cour constitutionnelle.
En effet, malgré plusieurs sessions de vote à l'Assemblée des représentants du peuple, seule une membre sur les quatre attendus a réussi à obtenir la majorité des votes, à savoir Raoudha Ouersighni élue le 14 mars 2018.
L'Assemblée des représentants du peuple adopte le 25 mars 2021 une loi organique amendant les articles 10, 11 et 12 de la loi organique n°2015-50 selon des propositions présentées par le gouvernement en 2018. À la suite du renvoi du texte par le président de la République, justifié notamment par les délais constitutionnels prévus par l'alinéa 5 de l'article 148 de la Constitution, le texte est à nouveau voté le 4 mai.
En avril 2021, Kaïs Saïed refuse de promulguer une loi organique relative à la mise en place d'une Cour constitutionnelle, arguant que les délais ont été dépassés. Il rejette également tout amendement constitutionnel relatif à ce sujet, arguant que la loi fondamentale ne peut être amendée sans l'aval de la Cour constitutionnelle. Il prône l'adoption d'un nouveau texte instituant un régime présidentiel et une démocratie directe pour le Parlement, ou un retour à la Constitution tunisienne de 1959.

## Composition
Selon l'article 118 de la Constitution de 2014, la Cour constitutionnelle se compose de douze membres, dotés d'une expérience d'au moins vingt ans et désignés pour un mandat unique de neuf ans. Les trois quarts au moins sont spécialisés en droit.
Le président de la République, l'Assemblée des représentants du peuple et le Conseil supérieur de la magistrature désignent chacun quatre candidats. L'Assemblée des représentants du peuple approuve les candidatures à la majorité des trois cinquièmes. Un tiers des membres est renouvelé tous les trois ans. Selon la Constitution de 2022, le président nomme les membres de la Cour constitutionnelle.
La Cour constitutionnelle désigne, parmi ses membres, un président et un vice-président, les deux devant être spécialisés en droit.

## Prérogatives et saisine
Selon l'article 120 de la Constitution, la Cour constitutionnelle peut seule se prononcer sur la constitutionnalité :
- des projets de loi qui lui sont soumis par le président de la République, par le chef du gouvernement ou par trente élus de l'Assemblée des représentants du peuple ;
- des projets de réforme de la Constitution qui lui sont soumis par le président de l'Assemblée des représentants du peuple ;
- des traités internationaux qui lui sont soumis par le président de la République ;
- des lois qui lui sont soumises par les tribunaux ;
- du règlement intérieur de l'Assemblée des représentants du peuple qui lui est soumis par son président.

En outre, la Constitution accorde à la Cour constitutionnelle d'autres prérogatives. D'après l'article 84, seule la Cour constitutionnelle peut constater la vacance provisoire ou définitive de la présidence de la République. D'après l'article 101, la Cour constitutionnelle peut également être saisie pour statuer sur les conflits de compétence entre le président de la République et le chef du gouvernement.